# 2019년 아마존 우림 산불

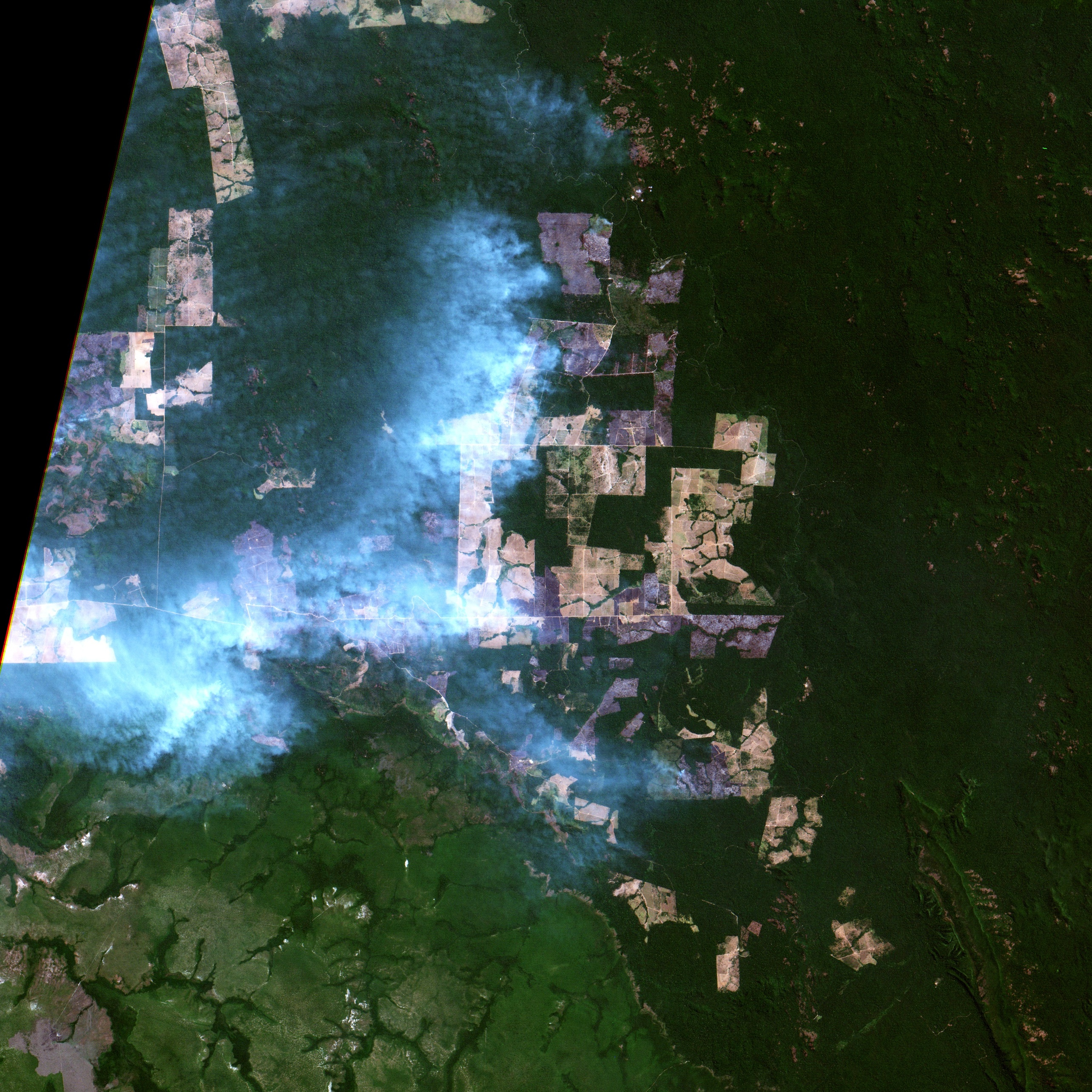
파라주 남부 지역 일원을 중심으로 농업 화재가 발생되고 있는 모습.

2019년 아마존 우림 산불은 2019년 아마존 우림에서 산발적으로 일어난 산불이다. 2019년 8월 페루에서는 총 128회의 산불이 발생했다. 그 결과 해당 지역의 산불과 관련된 피해 규모는 약 4만 제곱km 규모로 일본의 규슈와 맞먹는 면적을 가진 삼림이 잿더미로 변한 상태이다.

## 개요
화전농업을 하려다가 크게 산불이 일어난 것으로 보인다. 그러나 지구의 허파라고 알려진 아마존 유역을 중심으로 하는 삼림을 위주로 발생되고 있는 산불이 일어났다고 8월 20일 당시 영국방송협회 (이하 BBC)가 보도되기도 하였다. 그래서 해당 화재 사건을 보도하고 있는 브라질의 언론 당국에 따르면, 해당 화재가 최초 발생한 시점을 이보다 16일 앞선 2019년 8월 4일을 전후로 추정된다고 밝히고 있다. 더군다나 화재 여파에 따른 현지 주민들은 소셜 네트워크 서비스(SNS)를 통해 '언론의 무관심 속에 3주 째 화마가 계속 이어진다.'라고 하소연하게 될 정도로 불안감이 호소하게 되어 있는 것으로 전해졌다. 이와 같이 브라질, 볼리비아, 파라과이 국경 일대를 감싸는 아마존 숲에서 발생하고 있는 화재는 남동풍을 타고 브라질의 내륙 지역으로 번진 상태였다. 그리고 피해에 대해 지원하겠다는 국제 사회와 G7 등의 지원을 받겠다는 야심찬 희망의 메시지를 전달하려고 하였다. 그러나 브라질의 현직 대통령인 자이르 보우소나루 대통령의 입장에 따르면, 브라질 정부가 G7에 산불 지원을 받겠다는 의사를 내비치겠다고 하였으나, 지원해야 할 의견을 제시할 근거가 부족한 상태는 물론, 입장이나 의견 차이가 워낙 크기 때문에 돌연 거부당한 것으로 드러나고 있다. 로렌조니 장관은 도리어 G7 정상회의에서 아마존 열대우림 화재와 관련한 논의를 주도한 에마뉘엘 마크롱 프랑스 대통령에게 '자신의 집과 식민지들'이나 챙기라며 막말을 퍼부을 정도로 드러나고 있다. 이런 문제로 인해 화재 피해 당사국인 브라질과 지원 의사국인 프랑스 간의 갈등을 외교 갈등으로 비화될 정도로 2019년 한일 무역 분쟁에 필적하고 있는 외교 분쟁으로 로비를 걸게 되는 결과가 나와 있다.

## 인접 국가에서의 발생 사례

### 볼리비아
볼리비아 같은 경우, 주로 동부 지역을 중심으로 대형 산불이 발생, 소방 당국에서의 진화에 어려움을 주고 있는 것으로 보인다. 그러나 아마존 우림의 산불 여파 탓으로 보이게 되자, 화재 사건 당일부로 볼리비아 정부가 동부 지역인 산타크루스주에서 일어나고 있는 산불로 인한 피해 면적이 6,540km2에 달한다고 밝혔다. 다만 해당 피해 규모를 보면 팔레스타인의 총 면적인 6,020 km2보다 약간 크고 서울특별시의 면적인 605km2의 10배 이상에 달하고 있는 것으로 보인다. 볼리비아 정부 당국에 따르면 해당 지역을 특별재난구역으로 선포, 관계부처 장관들로부터 비상 내각을 발족시켜 산불 대응에 나서기로 한다. 다만 소방용 항공기를 보유하고 있는 미국의 한 항공사로부터 보잉 747 슈퍼 탱커 1대를 임차하는 형태로 투입하여 화재 현장에 투입한다고 밝혔다. 전문가의 증언을 토대로 하면 이번 남미 중부 지역의 화재의 주범이 비가 적게 내리는 건기여서, 화전 또는 삼림 벌채 등이 나날이 늘어나면서 화재가 큰 폭으로 일어나고 있는 경우가 있다고 지적하였다. 이와 같이 무분별하게 개간되어 있는 삼림벌채가 아마존 우림 산불을 부추기는 양상을 보이게 된다.

## 발생 원인
산불의 원인이 방화인 것으로 주장되어 있는 경우도 있다. 그러나 개발 규제를 피해 불을 놓고 경작지나 방목지로 조성하는 경우도 물론 이에 해당되며, 남의 농장에 쳐들어 오게 되는 등 토지를 빼앗기는 일이 흔한 일로 자리매김된다. 소의 방목지 등이 큰 화재 피해를 입은 해당 농장만 하여도 해당 조직이 뜻대로 이루어지지 못하게 되자, 앙심과 불만을 품고 불을 저지른 것으로 농장주는 이를 바탕으로 추정되어 있다. 그러다가 최근에는 아마존 열대 우림 산불이 점차 소강 상태에 이르게 되면서 2019년 10월에는 7,800여 건으로 달하게 되어 있어, 화재 피해를 지원시키기 위해 브라질 국방부를 주도하여 산불 진화에 동참시킨 군 장병을 대거 파견되었기 때문에, 파견된 뒤 산불 발생량이 눈에 띄게 감소되어 있다고 밝혔다.

## 경향
이번 산불에 따라 미국 항공우주국을 중심으로 하여 우주에서도 아마존 열대우림 산불 발생이 쉽게 관측되어 있는 것으로 보인다. 관측되어 있는 산불 발생 사례가 브라질 우주국을 통해 쉽게 관측되어 있는 것으로 드러나고 있다. 또한 미중 무역 갈등의 여파에 따라 아마존 우림 산불을 도리어 애꿎은 희생자를 남게 하였던 사실로 드러나고 있어, 중화인민공화국이 브라질로부터 농축수산물을 가져온 결과가 나오게 되는 등 인간의 탐욕이 거대한 재앙을 일으켰던 것으로 보이게 되면서, 쇠고기나 콩 등과 관련된 산업과의 연관성으로 보이게 된다. AFP 통신에 따르면 브라질의 목축업 관련 산업 및 콩 재배의 확장이 아마존 황폐화의 원인으로 손을 꼽히고 있다. 그러나 아마존에서 개간하였던 총 면적 대비 6.5%가 농지로 이용되어 있는 것으로 집계되었으며, 2006년에 새로 삼림을 개간한 곳에서 생산된 콩의 구매를 중단하는 조치가 시행되면서 해당 농지에서의 콩 재배 면적을 차지하게 되어 있는 비율은 갈수록 감소되어 있고, 더불어 아마존 열대우림에 이어 두 번째로 넓은 면적을 차지하는 삼림인 세라도 사바나 지역이 콩 재배지로 개발되는 추세이기도 하다. 또한 아마존 우림 산불에 관한 항의 시위도 물론 지속되고 있다. 항의하게 되는 시위를 벌이는 경우는 열대우림을 보호하고 삼림 개발을 막아야 하자는 취지가 필요하게 되는 느낌이 있다. 더욱이 해당 시위가 군중들이 모여 있게 되면서 리스본의 일부 시민단체와 환경단체들은 아마존 산불이 거세게 번지면서 기세를 더하고 있는 상태에 따른 국제적인 관심 및 우려가 표명되었기 때문인 것으로 풀이하게 된다.

## 사후 대책
아마존 우림 산불 대책을 내세워야 하겠다면 농경지를 개간하는 행위를 법으로 금지하기, 몽골과 같은 초원 지대를 농경지로 조성하여 중남미에 수출시키는 정책을 새로운 전략으로 짜야 하는 것을 필두로 하여, 이스라엘이나 이집트, 사우디아라비아처럼 점적관개를 대안으로 제시해야 하는 것이 더 효율적이다. 그 외에도 대한민국, 일본, 미국, 독일, 영국, 스웨덴, 이탈리아, 스페인, 싱가포르, 말레이시아, 홍콩 등 여러 선진국이나 일부 최상위 개도국에서도 이미 실천되어 있는 도시 농업을 활성화시키자는 움직임이 필요하게 되는 것으로 보인다. 아마존 살리기 정책에 따라 농경지 개간 금지 정책을 인도네시아와 유사하게 엄격한 규칙을 준용할 필요성이 대두되기 때문이다. 또한 대 중국 무역 수출 의존도를 미국, 브라질 위주에서 벗어나 나이지리아, 가나, 남아프리카 공화국, 모로코, 에티오피아, 케냐, 탄자니아, 이집트 등과 같은 아프리카 국가 또는 중동, 캅카스, 옛 소련에 속한 중앙아시아 국가 등지로 분산시켜서 대책을 내걸어야 하는 조건도 역시 필요하게 된다는 각오도 역시 있어야 한다.

## 같이 보기
- 2019년 강원도 산불
  - 양간지풍
- 후쿠에 대화재
- 구레시 산불
- 2019년 시베리아 산불
- 2019년 영국 산불
- 2019년 캘리포니아 산불
- 2019년 대전 산불
- 2019년 부산 산불
- 2020년 춘천 산불